# ميريام رامون
ميريام رامون هي عدائة مشي إكوادورية، ولدت في 10 فبراير 1973 في كوينكا في الإكوادور.

## وصلات خارجية
- ميريام رامون على موقع الاتحاد الدولي لألعاب القوى (الإنجليزية)
- ميريام رامون على موقع أوليمبيديا (الإنجليزية)